# Opopaea viamao
Opopaea viamao là một loài nhện trong họ Oonopidae.
Loài này thuộc chi Opopaea. Opopaea viamao được miêu tả năm 2003 bởi Ott.